# José Patrón Correa
José Patrón Correa (2 de octubre de 1862 - 1913) fue un médico y político mexicano, nacido y fallecido en Mérida, Yucatán. Fue gobernador interino del estado de Yucatán en 1909, sustituyendo en ausencia temporal a Enrique Muñoz Arístegui.

## Datos biográficos
Estudió en el Colegio de San Ildefonso y completó sus estudios como médico en la Escuela de Medicina en la ciudad de Mérida. Fue profesor de la Escuela Normal, del Instituto Literario de Yucatán y de la Escuela de Medicina. Junto con Gonzalo Cámara Zavala fue fundador  de la Escuela Modelo y vicepresidente de su mesa directiva. Instauró en dicha escuela y por primera vez en Yucatán, un sistema de inspección médica escolar.
Fue diputado al Congreso de Yucatán. En 1909, sustituyó temporalmente a Enrique Muñoz Arístegui en la gubernatura del estado. Escribió artículos en diversas publicaciones locales sobre cuestiones de salud y de medicina preventiva.
Murió en la Ciudad de Mérida en 1913 a los 51 años de edad.